# Gaultheria hispida
Espèce
Synonymes
- Brossaea hispida (R.Br.) Kuntze[1]

Gaultheria hispida, communément appelée symphorine à feuilles de cuivre, est une espèce de plantes à fleurs de la famille des Ericaceae. Elle est endémique de Tasmanie, en Australie. C'est un arbuste érigé à plusieurs branches, que l'on trouve dans les forêts humides et les bois alpins. Ses baies sont d'un blanc neigeux et les feuilles se terminent par une teinte cuivrée, d'où le nom commun.

## Description
Gaultheria hispida est un petit arbrisseau dressé à plusieurs branches, de la famille des Ericaceae. Gaultheria hispida peut atteindre 2 m (6 pi 7 po) dans un site protégé, comme une forêt, mais sera plus petit dans les sites alpins plus exposés. Ses feuilles atteignent une longueur de 4 à 9 cm (1,6 à 3,5 pouces) et apparaissent vert foncé et brillantes, avec des veines déprimées et des marges de feuilles finement dentelées, teintées de cuivre.  Les tiges sont généralement rouges avec des grappes terminales de petites fleurs blanches en forme d'urne à leur sommet. La floraison, du printemps à l'été, est suivie de sépales blancs neigeux distinctifs renfermant des capsules rougeâtres ou "fruits" en automne.

## Culture
G. hispida peut être facilement propagé à partir de boutures ou de graines, ce qui en fait une plante de jardin favorable. Ils sont mieux adaptés à un site constamment humide et bien drainé, avec des sols limoneux et/ou fertiles. 

## Galerie

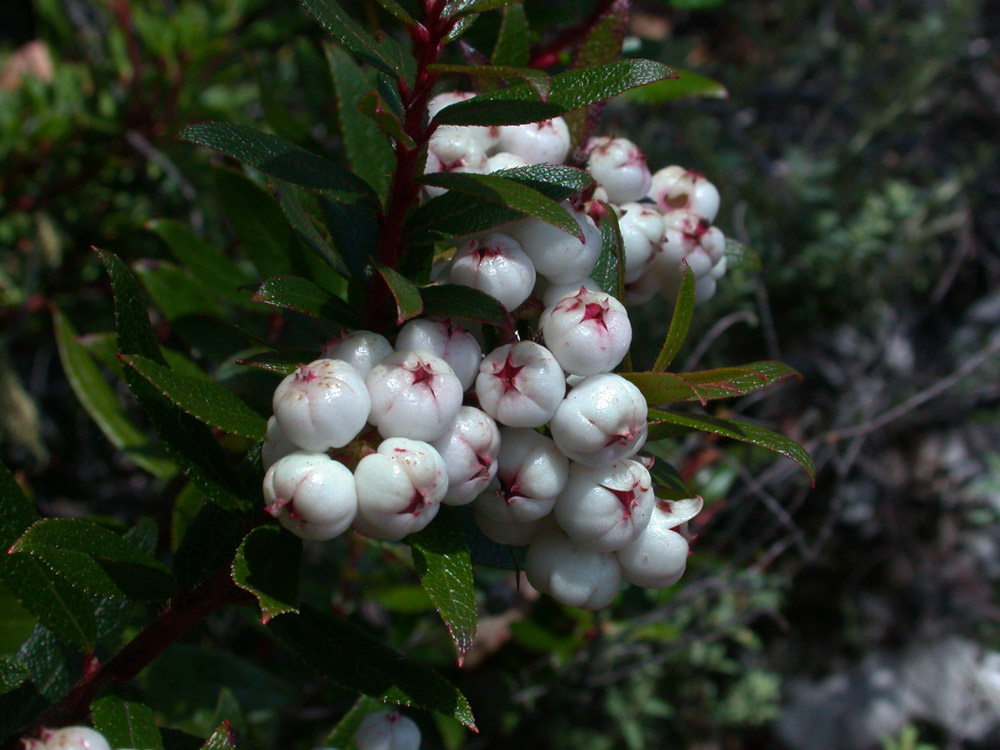
Fruit
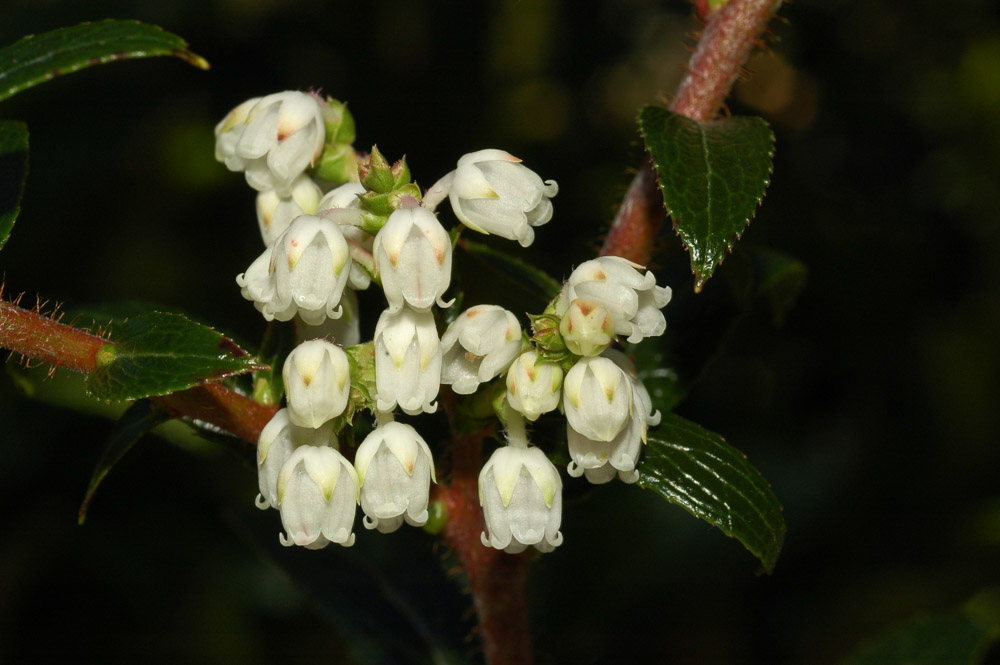
Fleurs
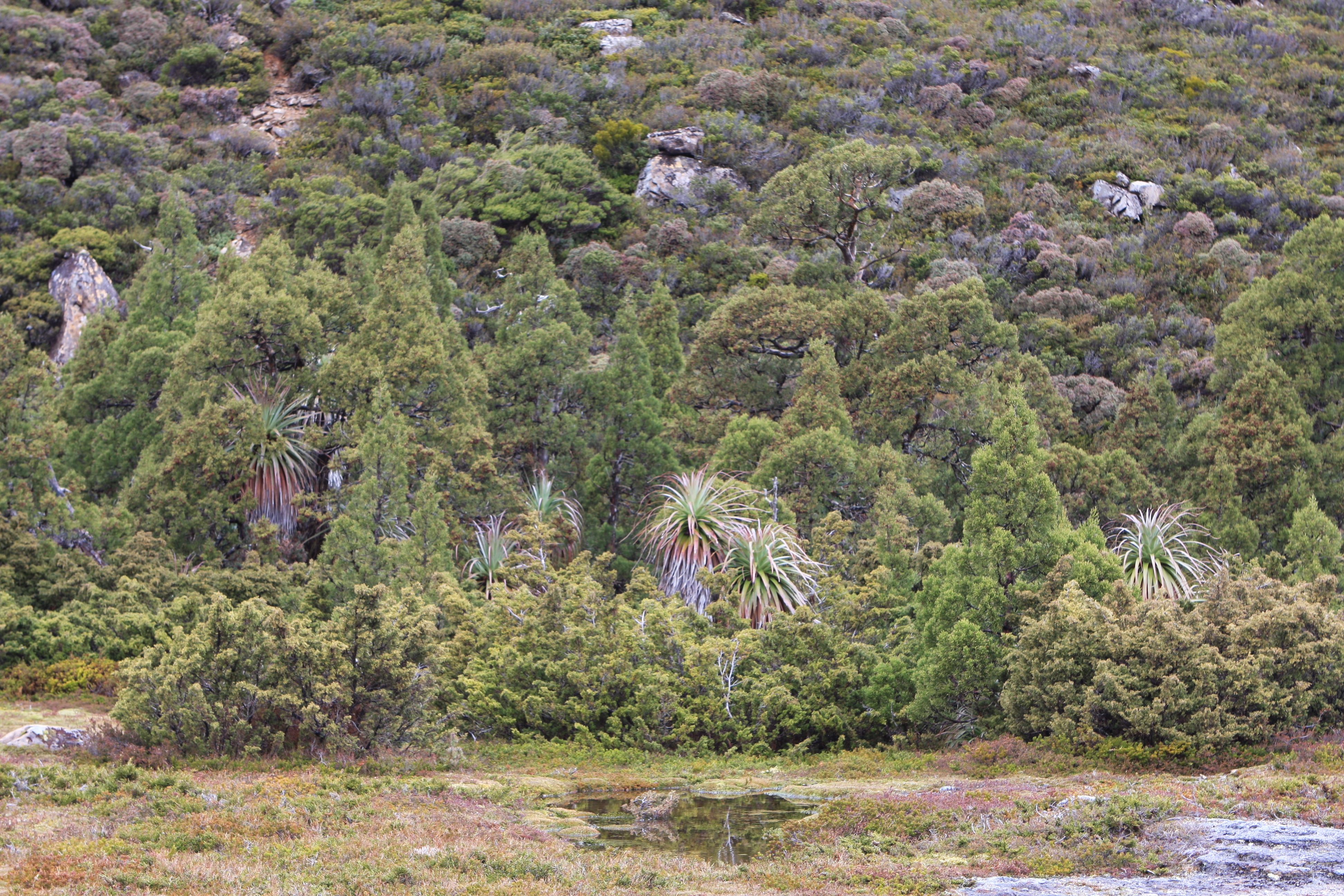
Végétation alpine dans le parc national de Cradle Mountain, où se trouve G. hispida
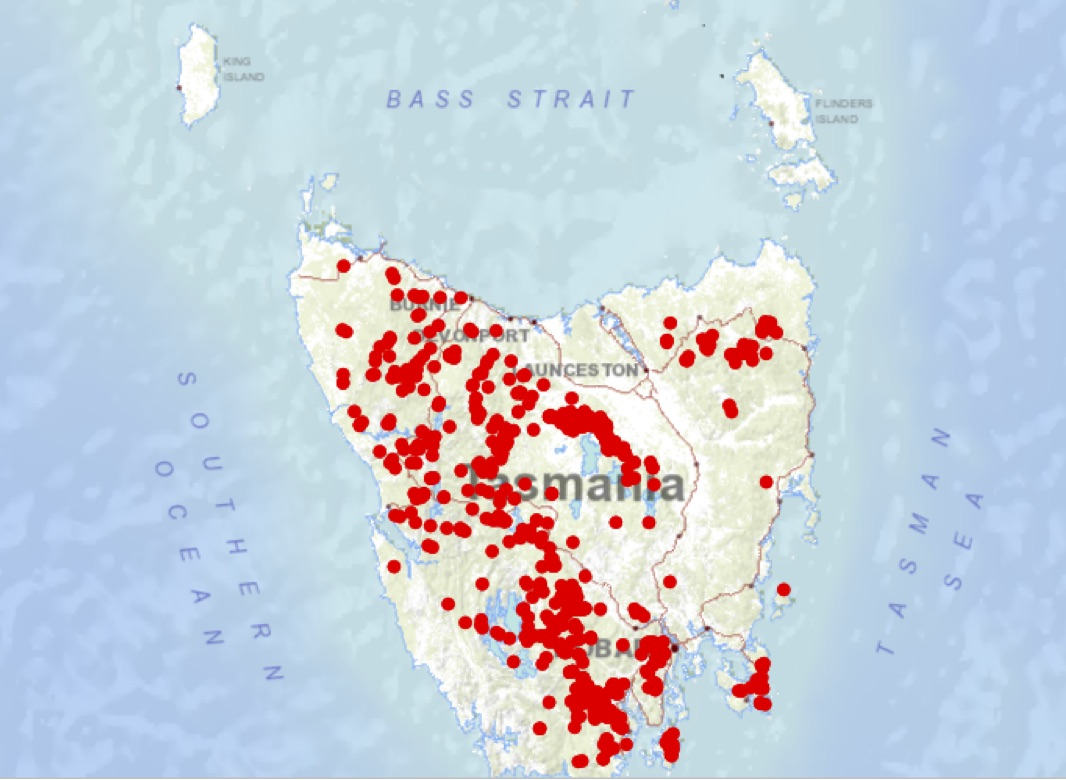
Aire de distribution